# Andrena alchata
Andrena alchata är en biart som beskrevs av Warncke 1974. Andrena alchata ingår i släktet sandbin, och familjen grävbin. Inga underarter finns listade i Catalogue of Life.